# Queen of the Clouds
Queen of the Clouds är det första studioalbumet av den svenska sångerskan Tove Lo, utgivet den 24 september 2014 på Island Records. Skivan är indelad i tre känslomässiga avdelningar; The Sex, The Love och The Pain. Tove Lo  arbetade med flera låtskrivare och producenter, däribland The Struts, Klas Åhlund, Alexander Kronlund, Alx Reuterskiöld och Captain Cuts. Albumet listnoterades i ett flertal länder; i Sverige nådde det sjätte plats.
Albumet innehåller singlarna "Habits (Stay High)", "Talking Body" och " Timebomb".

## Låtlista
| 1.           | The Sex (Intro)         | Tove Nilsson                                                |                                 | 0:06  |
| 2.           | My Gun                  | Nilsson, Daniel Ledinsky, Jakob Jerlström, Ludvig Söderberg | The Struts, Ledinsky            | 3:36  |
| 3.           | Like Em Young           | Nilsson, Jerlström, Söderberg                               | The Struts                      | 3:39  |
| 4.           | Talking Body            | Nilsson, Jerlström, Söderberg                               | The Struts, Shellback           | 3:58  |
| 5.           | Timebomb                | Nilsson, Klas Åhlund, Alexander Kronlund                    | Åhlund                          | 3:34  |
| 6.           | The Love (Interlude)    | Nilsson                                                     |                                 | 0:05  |
| 7.           | Moments                 | Nilsson                                                     | Mattman & Robin                 | 3:22  |
| 8.           | The Way That I Am       | Nilsson, Ali Payami                                         | Payami                          | 3:07  |
| 9.           | Got Love                | Nilsson, Alx Reuterskiöld, Jerlström, Söderberg             | The Struts                      | 3:48  |
| 10.          | Not on Drugs            | Nilsson, Jerlström, Söderberg, Reuterskiöld                 | The Struts, Reuterskiöld        | 3:02  |
| 11.          | The Pain (Interlude)    | Nilsson                                                     |                                 | 0:05  |
| 12.          | Thousand Miles          | Nilsson, Michael Orabiyi, Jerlström, Söderberg              | The Struts, Mike "Scribz" Riley | 3:34  |
| 13.          | Habits (Stay High)      | Nilsson, Jerlström, Söderberg                               | The Struts                      | 3:29  |
| 14.          | This Time Around        | Nilsson, Nate Campany, Kyle Shearer                         | Shearer                         | 4:04  |
| 15.          | Run on Love (QOTC Edit) | Nilsson, Lucas Nordqvist                                    | Lucas Nord                      | 4:00  |
| Total längd: | Total längd:            | Total längd:                                                | Total längd:                    | 43:29 |

| 16.          | Love Ballad                                | Nilsson, Jerlström, Söderberg | The Struts                             | 3:30  |
| 17.          | Habits (Stay High) (Hippie Sabotage Remix) | Nilsson, Jerlström, Söderberg | The Struts, Hippie Sabotage (remixing) | 4:18  |
| Total längd: | Total längd:                               | Total längd:                  | Total längd:                           | 51:17 |

| 16.          | Habits (Stay High) (Hippie Sabotage Remix) | Nilsson, Jerlström, Söderberg                 | The Struts, Hippie Sabotage (remixing)      | 4:18  |
| 17.          | Love Ballad                                | Nilsson, Jerlström, Söderberg                 | The Struts                                  | 3:30  |
| 18.          | Crave                                      | Nilsson, Ryan Rabin, Ryan McMahon, Ben Berger | Captain Cuts                                | 3:30  |
| 19.          | Not on Drugs (Ali Payami Remix)            | Nilsson, Jerlström, Söderberg, Reuterskiöld   | The Struts, Reuterskiöld, Payami (remixing) | 2:51  |
| Total längd: | Total längd:                               | Total längd:                                  | Total längd:                                | 57:38 |

| 18.          | Over                           | Nilsson, Gill, Larsson, Fredriksson |                       | 3:44  |
| 19.          | Out of Mind                    | Nilsson, Reuterskiöld, Cobey        |                       | 3:09  |
| 20.          | Paradise                       | Nilsson, Wilkins, Orabiyi           |                       | 3:03  |
| 21.          | Talking Body (Clean Love Edit) | Nilsson, Jerlström, Söderberg       | The Struts, Shellback | 3:57  |
| Total längd: | Total längd:                   | Total längd:                        | Total längd:          | 65:10 |

| 18.          | Not Made for This World | Nillson, Tobias Jimson, Michel Rickard Flygare | 3:38  |
| Total längd: | Total längd:            | Total längd:                                   | 54:55 |

## Credits and personnel
Källa:

- Daniel Åberg – art direction, skivomslagsdesign, design
- Klas Åhlund – kompositör, instrumentation, producent, programmering
- Nate Company – kompositör
- Björn Engelmann – mastering
- Serban Ghenea – mixing
- Caiti Green – A&R
- John Hanes – engineer
- Peter Hart – A&R
- Johannes Helje – skivomslagsdesign, fotoredigering, fotografi
- Hippie Sabotage – additional production, remixing
- Michael Illbert – mixing
- Jakob Jerlström – kompositör
- Alex Kronlund – kompositör
- Daniel Ledinsky – additional production, kompositör, strings, background vocals
- Tove Lo – kompositör, skivomslag, hand lettering, primary artist, lead vocals, background vocals
- Mattman & Robin – instrumentation, producent, programmering
- Lucas Nordqvist – kompositör, mixing, producent
- Lars Norgren – mixing
- David Nyström – piano
- Ali Payami – kompositör, instrumentation, producent, programmering
- Julius Petersson – A&R
- Alx Reuterskiöld – kompositör, keyboards, producent
- Mike "Scribz" Riley – kompositör, instrumentation, producent
- Filip Runesson – strings
- Jeffrey Saurer – arranger
- Kevin Saurer – arranger
- Kyle Shearer – kompositör
- Shellback – keyboards, producent, programmering
- Ludvig Söderberg – kompositör
- The Struts – bas, engineer, gitarr, instrumentation, keyboards, producent, programmering
- Clara Tägtström – skivomslagsdesign
- Daniel Werner – A&R
- Oskar Wettergren – hand lettering